# Trilogia da Vingança

A Trilogia da Vingança (em coreano: 복수 삼부작) é uma série sul-coreana composta por três filmes, Mr. Vingança (2002), Oldboy (2003) e Lady Vingança (2005), dirigidos por Park Chan-wook. Como sugere o nome, o tema dos três filmes são vingança, ética, violência e salvação. Os filmes não tem narrativas conectadas, mas foram chamados de trilogia pela crítica internacional por causa da conexão temática. 
Park Chan-wook (acima) dirigiu e co-escreveu os três filmes, enquanto que Choi Min-sik (abaixo) estrelou tanto em Oldboy quanto em Lady Vingança

## Mr. Vingança(2002)
É o primeiro filme da trilogia de Park, lançado em 2002, Mr. Vingança, é uma narrativa sombria e violenta que conta a história de uma vingança que deu errado. A obra cinematográfica mostra a história de um homem surdo-mudo que sequestra uma garota para poder extorquir dinheiro para pagar o transplante de rim da sua irmã. Mas quando a criança morre acidentalmente, seu pai mesmo em luto sai em busca de respostas e vingança. O filme teve um desempenho relativamente fraco nas bilheterias da Coréia do Sul, terminando em 30º no ranking de vendas de ingressos. Cobriu menos da metade de seus custos de produção em bilheterias nacionais e internacionais, onde nos EUA obteve receita bruta de US $ 45.243.  Foi nomeado o melhor filme de 2002 pelo blogueiro da internet Harry Knowles .

## Oldboy(2003)
O próximo filme de Park na trilogia foi o enorme sucesso de 2003, Oldboy. A obra cinematográfica conta a história de um homem que é preso em cárcere privado por quinze anos e depois libertado sem nenhuma explicação sobre o porquê dele ter sido confinado e libertado. Após sua "liberdade", o sequestrador lhe dá cinco dias para descobrir sua verdadeira identidade de por qual motivo ele foi preso, ou a mulher por quem ele está apaixonado será morta. O filme foi muito bem recebido em festivais de cinema e nas bilheterias da Coréia do Sul. Ganhou o prêmio Grand Prix no Festival de Cannes de 2004 e recebeu críticas positivas da crítica. O filme ganhou um culto após os anos seguintes ao seu lançamento e é considerado um clássico moderno.

## Lady Vingança(2005)
A terceira e última produção da trilogia foi lançada em 2005, Lady Vingança. O filme narra a história de uma mulher inocente que foi presa após assassinatos em massa de crianças, na qual ela foi acusada injustamente. Após cumprir sua pena e ser solta, ela busca por sua filha e planeja minuciosamente sua vingança contra o homem que foi realmente culpado pelos assassinatos das crianças e que a usou para sair ileso da prisão. O filme também foi bem recebido pelos críticos e audiência sul-coreana, arrecadando cerca de $7,382,034 em sua semana de estreia e competiu, também ao Golden Lion na 62º Festival Internacional de Cinema em Veneza em setembro de 2005.

## Membros do elenco recorrentes
Inúmeros atores e atrizes aparecem em toda a trilogia, às vezes apenas com partipações pequenas.
- Oh Kwang-rok é o único ator que aparece em todos os três filmes.
- Song Kang-ho como Park Dong-jin em Mr. Vingança, e como assassino de aluguel em Lady Vingança.
- Shin Ha-kyun como Ryu em Mr. Vingança, e como assassino de aluguel 2 em Lady Vingança.
- Choi Min-sik como Oh Dae-su em Oldboy, e Senhor Baek em Lady Vingança.
- Yoo Ji-tae como Lee Woo-jin em Oldboy, Won-mo mais velho em Lady Vingança.
- Kang Hye-jung como Mi-do in Oldboy, apresentadora de TV em Lady Vingança.
- Oh Dal-su como Park Cheol-woong em Oldboy, e como Sr. Chang em Lady Vingança.
- Kim Byeong-ok como Sr. Han em Oldboy, e como o pregador em Lady Vingança.

## Análise
Kim Se Young explicou a violência da Trilogia como "uma ferramenta alegórica que serve para transmitir comentários sociais apontados para os processos de democratização e capitalismo na Coréia do Sul".

## Recepção
| Filme                  | Rotten Tomatoes      | Metacritic         |
| ---------------------- | -------------------- | ------------------ |
| Mr. Vingança           | 54% (56 avaliações)  | 56 (21 avaliações) |
| Oldboy (filme de 2003) | 80% (136 avaliações) | 74 (31 avaliações) |
| Lady Vingança          | 73% (86 avaliações)  | 75 (23 avaliações) |